# Авоаз
Авоаз (фр. Avoise) је насељено место у Француској у региону Лоара, у департману Сарт.
По подацима из 2011. године у општини је живело 549 становника, а густина насељености је износила 22,35 становника/km².

## Демографија
| 1962. | 1968. | 1975. | 1982. | 1990. | 2011. |
| ----- | ----- | ----- | ----- | ----- | ----- |
| 603   | 566   | 471   | 426   | 495   | 549   |